# Военно-морские силы Объединённых Арабских Эмиратов
Военно-морские силы Объединённых Арабских Эмиратов (араб. البحرية الإمارات العربية المتحدة‎) — один из видов Вооружённых сил Объединённых Арабских Эмиратов.

## История
В связи с опасностью проникновения Исламского государства на акваторию Персидского залива генеральный секретарь ССАГПЗ в Эль-Кувейте озвучил возможность создания объединённых военно-морских сил арабских монархий Персидского залива.

## Организационный состав
Боевая подготовка экипажей и штабов осуществляется в Великобритании, Франции, Египте, Саудовской Аравии. Развитие ВМС ОАЭ является одним из приоритетных направлений военного строительства.

## Пункты базирования
Главная база расположена в Абу-Даби. Другие базы: Аджаман, Дал ма, Мина Заед, Мина Рашид.

## Боевая техника

### Корабельная
Боевой состав ВМС ОАЭ включает:
- 3 корвета типа «Абу-Даби»
- 6 корветов типа «Байнуна» («Байнуна», «Аль-Хесен», «Аль-Дафра», «Мезьяд», «Аль-Джахили», «Аль-Хи-ли», бортовые номера Р171-176)
- 2 малых корвета типа «Му-райджиб»
- Ракетные катера
- Патрульные катера
- Десантный катера

В 2015 году завершилась передача двух патрульных кораблей «Фаладж-2».

### Авиационная
- Боевые вертолёты AS-565
- Палубные вертолёты
- Патрульные самолёты С-295М